# Sprache Kanaans
Sprache Kanaans ist eine selbstkritisch-ironisierende Bezeichnung für eine christliche Gruppensprache (Jargon), die – meist unbewusst – häufig in den Zusammenkünften freikirchlicher und pietistischer Kreise verwendet wird. 
Die Bezeichnung geht zurück auf Jesaja 19,18 („Zu der Zeit werden fünf Städte in Ägyptenland die Sprache Kanaans sprechen …“) und bezeichnet eine Sprachform, die deutlich von der Alltagssprache abweicht und durch den Satzbau sowie das Vokabular traditioneller Bibelübersetzungen geprägt ist, etwa durch die Sprache der Luther-Bibel (1912). Für andere Kreise, zum Beispiel die Brüdergemeinden, war der Sprachstil der Elberfelder Bibel formend.

## Beispiele

### „Rotkäppchen“ in der Sprache Kanaans
Aus einer Übertragung des Märchens vom Rotkäppchen in die Sprache Kanaans:
[...] Nach einiger Zeit sagte die Mutter zu Rotkäppchen: „Du bist gefragt, mein Kind, ob du der Großmutter freudig mit ein paar Lebensmitteln dienen willst. Du kennst ja den Weg zu ihrem Häuschen im Wald. Insonderheit musst du dir sagen lassen, dass du dich vor dem bösen Wolf in acht nehmen musst; du könntest sonst in große Daseinsangst geworfen werden. Fühlst du dich dafür nun zugerüstet oder überfordere ich dich, mein Kind?“ Das Rotkäppchen schüttelte den Kopf und ließ sich freudig mit den Lebensmitteln ausrüsten. „Es muss dir wichtig werden“, sagte die Mutter dabei, „stets auf dem rechten Weg zu bleiben und dich mit keinem einzulassen. Und“, sie zog einen eng beschriebenen Bogen aus der Schreibmaschine, „hier ist noch das Wort, das ich nach ernsthafter Prüfung meines Gewissens für die Großmutter im Walde erarbeitet habe.“ […]
Als der Jäger vorüberkam, ließ er sich die Not der beiden groß werden und wurde darüber freudig, den bösen Wolf zu töten. Dann zog er die Großmutter und das Rotkäppchen entschlossen aus dem Bauch des Wolfes. Das Rotkäppchen aber musste sich in großem Ernst fragen lassen, warum es mit dem bösen Wolf gegangen war. Als die beiden nun dem guten Jäger so recht von Herzen danken wollten, wehrte er ihnen ab und sagte: „Wir müssen nüchtern sein. Es war mir wesentlich, dass ich euch in Verantwortung diesen Dienst tun durfte. Das müsst ihr euch nun schenken lassen.“ […]

## „Kanaanäische Dialekte“
Innerhalb der Sprache Kanaans haben sich je nach Freikirche bzw. pietistischer Gemeinschaft bestimmte „Dialekte“ entwickelt, sodass geschulte Hörer die jeweiligen Sprecher ihrer gemeindlichen Herkunft nach zuordnen können. Nach Erich Geldbach kann zum Beispiel „ein geübtes Ohr auch heute noch einen deutschen exklusiven Darbysten unschwer an seiner Sprache erkennen“.

## Soziologische Aspekte
Als mögliche Ursachen für dieses Phänomen lassen sich anführen, dass die Sprecher entweder die alte, aus Bibeltexten und Gemeindetradition gewohnte Sprache in Form eines Rituals zur Gewinnung eines eigenen Sicherheitsgefühls benötigen, dass sie zu einem Auseinanderklaffen der verschiedenen Lebensbereiche Alltag und Gemeinde neigen oder dass sie wenig Umgang mit Menschen außerhalb ihres Frömmigkeitsstils pflegen und auch kaum „weltliche“ Medien (Bücher, Zeitschriften, Rundfunk, Internet) nutzen (Absonderung von „der Welt“).